# Japonaiserie (obrazy Vincenta van Gogha)
Japonaiserie (fr., pol. japońskość, japońszczyzna) – termin wprowadzony przez holenderskiego malarza postimpresjonistycznego Vincenta van Gogha na określenie  wpływu sztuki japońskiej na malarstwo europejskie. Terminu tego użył po raz pierwszy w liście do brata Theo w 1885 przypisując jego autorstwo francuskiemu pisarzowi Jules'owi de Goncourtowi.

## Tło historyczne
Przed 1854 handel z Japonią był zmonopolizowany przez Holandię, a pośrednikiem w wymianie towarowej była wyspa Dejima. Większość towarów sprowadzanych do Europy stanowiła porcelana i wyroby powlekane lakierem. Wymuszony przez Stany Zjednoczone traktat z Kanagawy oznaczał zakończenie 220-letniego okresu samoizolacji Japonii i otwarcie na handel z Zachodem.
Artyści tacy jak Édouard Manet, Edgar Degas i Claude Monet, a w ślad za nimi van Gogh, rozpoczęli kolekcjonowanie tanich japońskich drzeworytów zwanych ukiyo-e. Również Vincent i Theo zgromadzili pokaźną kolekcję tego typu dzieł sztuki, obecnie eksponowaną w Muzeum Vincenta van Gogha w Amsterdamie.
W liście do Theo z ok. 5 czerwca 1888 Vincent zauważył:

Co do pobytu na południu, nawet jeżeli tu jest drożej – spójrz, tu się kocha japońskie malarstwo, tu się doświadcza jego wpływu – to łączy wszystkich impresjonistów – i to bez jeżdżenia do Japonii, innymi słowy, ekwiwalent Japonii jest tu, na południu. Tak więc myślę, że przyszłość nowej sztuki leży przede wszystkim na południu.

Miesiąc później napisał:

Sztuka japońska upada w swojej ojczyźnie, a ożywa na nowo wśród impresjonistów francuskich.

## Wpływ sztuki japońskiej na Vincenta van Gogha
Zainteresowanie van Gogha japońskimi drzeworytami ukiyo-e datuje się od czasu jego pobytu w Arnhem, kiedy interesował się on ponadto teorią koloru Eugène'a Delacroix i kiedy używał tych drzeworytów do dekoracji swej pracowni.

Jednym z powiedzeń de Goncourta było “japońszczyzna na zawsze”. No cóż, te doki to jedna wielka japońszczyzna, fantastyczne, niezwykle, dziwne – przynajmniej na takie wyglądają. Chciałbym tam pójść z Tobą, żeby zobaczyć, czy patrzymy na rzeczy tak samo. Tam zawsze można coś robić, miejskie krajobrazy, postacie najróżniejszych typów, okręty jako temat centralny z wodą i niebem, delikatnie szarymi – to przede wszystkim japońszczyzna. To znaczy – postacie tam są zawsze w ruchu, widzi się je w najdziwniejszych pozach, wszystko fantastyczne, a ich spontaniczne pojawianie się to ciekawe kontrasty.

Podczas swego późniejszego pobytu w Paryżu, gdzie modny stał się wpływ sztuki japońskiej na twórczość impresjonistów, van Gogh zaczął gromadzić kolekcję drzeworytów ukiyo-e i w końcu handlować nimi z bratem Theo. W tym samym czasie sporządził trzy kopie na ich podstawie, Kurtyzanę i dwa szkice według Hiroshige Andō.
Van Gogh rozwijał wyidealizowaną koncepcję artysty japońskiego, która zawiodła go do Żółtego Domu w Arles, żeby uczynić zeń utopijną kolonię artystyczną z udziałem Paula Gauguina.
W 1888 jego entuzjazm dla sztuki japońskiej osłabł jednak na rzecz impresjonizmu:

Na szczęście wiemy więcej o francuskich Japończykach, impresjonistach. To jest definitywnie sedno i główna sprawa. Tak więc sztuka japońska, właściwie ujmując, mająca już swoje miejsce w kolekcjach, niemożliwa do odnalezienia w samej Japonii, stała się sprawą drugorzędną."

Handel drzeworytami ukiyo-e doprowadził van Gogha do kontaktu z Siegfriedem Bingiem, niemieckim kolekcjonerem i mecenasem sztuki, prominentnym propagatorem sztuki japońskiej na Zachodzie i jednym z prekursorów Art Nouveau.
Charakterystyczna dla drzeworytów ukiyo-e była prostota tematu, charakterystyczne wykonanie ich kompozycji, śmiałe i pewne kontury, nieobecność perspektywy lub niezwykłość tejże, beznamiętne płaszczyzny zuniformizowanego koloru i światła, nieobecność chiaroscuro i skupienie się na dekoracyjności. Jedną lub kilka z tych cech odnaleźć można w malarstwie van Gogha po jego wyjeździe w Antwerpii.

### Kurtyzana (według Eisena Keisaia)

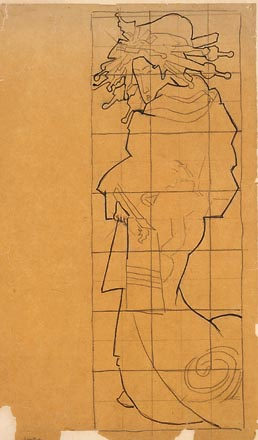
Szkic kurtyzany wykonany przez van Gogha

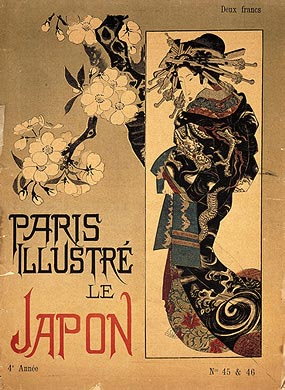
Strona tytułowa "Paris Illustré "Le Japon" vol. 4, maj 1886, nr 45-46

Majowe wydanie francuskiego magazynu ilustrowanego "Paris Illustré" z 1886 było poświęcone sztuce japońskiej i opatrzone wstępem japońskiego marszanda Tadamasa Hayashi, który mógł stanowić inspirację utopijnego wyobrażenia van Gogha na temat sztuki japońskiej:

Pomyśl tylko: czyż to nie prawie nowa religia, to czego nas uczą ci Japończycy, którzy są tak prości i żyją w naturze tak, jakby sami byli kwiatami? Wydaje mi się, że nie będziemy zdolni do zgłębiania sztuki japońskiej, jeżeli nie staniemy się szczęśliwsi i weselsi, co sprawi, że powrócimy do natury, pomimo naszej edukacji i naszej pracy w świecie konwencji.

Na okładce czasopisma znajdował się rewers kolorowego drzeworytu Keisai Eisena przedstawiający japońską kurtyzanę (oiran). Van Gogh skopiował i powiększył ilustrację, aby na jej podstawie namalować swój obraz.

### Kopie według Hiroshige

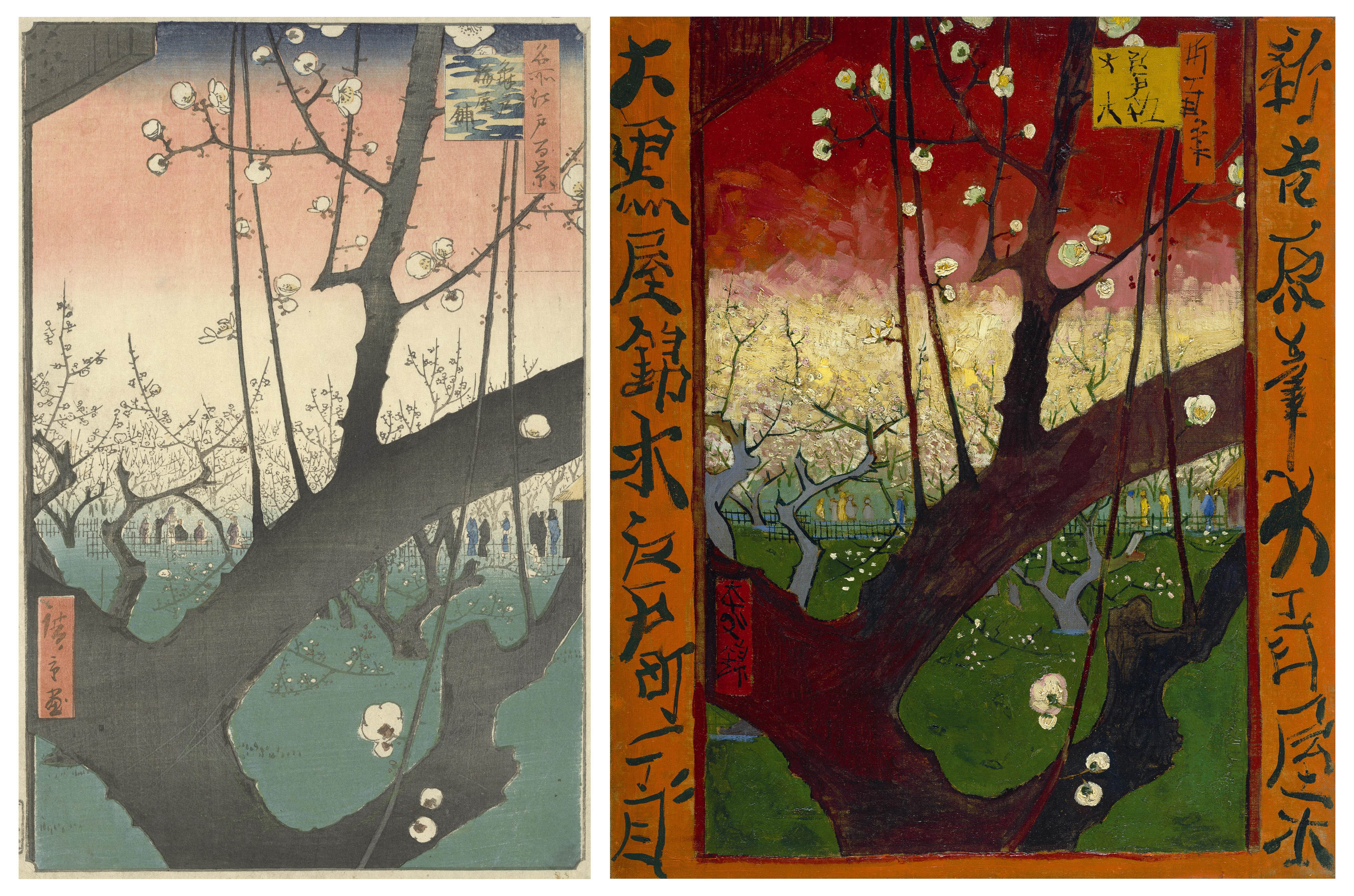
na lewo: Hiroshige: Plum Estate, Kameido 1857; z: "One Hundred Famous Views of Edo"; 33.66 × 21.91 cm; Brooklyn Museum, na prawo: Kwitnąca śliwa van Gogha, Paryż, wrzesień-październik 1887, nr kat.: F 371, JH 1296, Muzeum Vincenta van Gogha

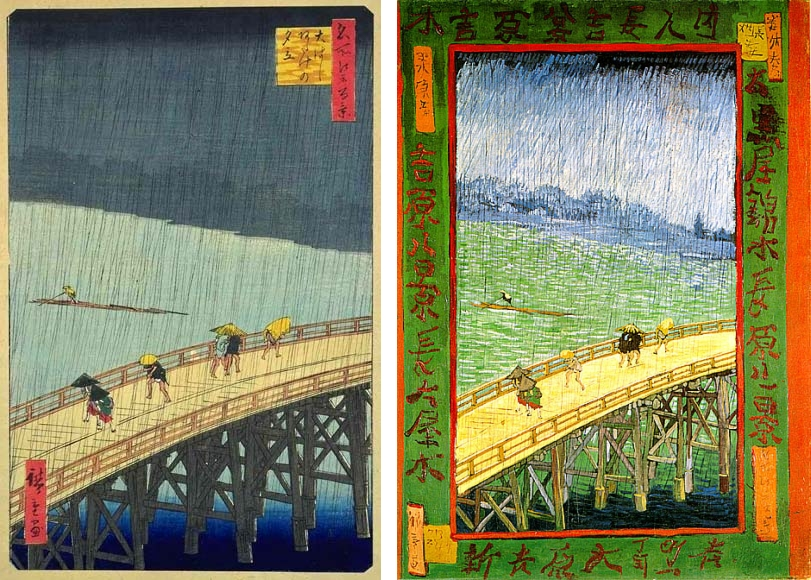
na lewo: Hiroshige: Wieczorny deszcz w Atake i Wielki Most, na prawo: Most w deszczu van Gogha, Paryż, wrzesień-październik 1887, nr kat.: F 372, JH 1297, Muzeum Vincenta van Gogha

Van Gogh sporządził kopie dwóch drzeworytów Hiroshige. Udoskonalił ich kolorystykę i dodał krawędzie wypełnione kaligrafami japońskimi, zapożyczonymi z innych drzeworytów.

Zazdroszczę Japończykom tej niesłychanie czystej klarowności we wszystkich ich pracach. One nigdy nie są nudne, nigdy nie wydają się czymś zrobionym w pośpiechu. Wydają się tak proste, jak oddech. Kilkoma prostymi pociągnięciami przedstawiają oni figurę tak, jakby to było równie łatwe, co zapięcie guzików w kamizelce.